# 原臺南高等女學校本館
原臺南高等女學校本館位於臺南市中西區，於1998年6月26日公告為臺南市市定古蹟。該校為臺南市第一所公立女中，最初是以「台灣總督府高等女學校分校」之名在臺灣日治時期的大正六年（1917年）5月26日開學，最初是在臺南兩廣會館上課，之後才遷到今址並改為「台灣總督府臺南高等女學校」，而現在該校是國立臺南女子高級中學。

## 沿革
該建築於1917年10月落成，為「台灣總督府臺南高等女學校」的校舍，那時在校園的東北角有福安坑溪流過，沿著圍牆西行而去，而南邊則有昔日臺南府城的南城垣。後來該校在1922年因新臺灣教育令公布而更名為「台南州立第一高等女學校」。
二次大戰結束進入民國時期後，1945年改為「臺灣省立臺南第二女子中學」，後來第一女中和第二女中於1947年合併為「臺灣省立臺南女子中學」，後來在1961年停止招收初中部，於1970年改為「臺灣省立臺南女子高級中學」(省南女)，直到2000年改為「國立臺南女子高級中學」(台南女中)。建築本身經過數次整修，在1972年時又將部分木樓板換成鋼筋混擬土，但外觀大致上仍維持原狀。

## 建築特色
該建築坐南朝北，平面成一字型，中間突出，為現代主義初期過渡期建築，應用了巴洛克式建築語彙，建築本身使用紅磚，基座是洗石子，而屋頂則為灰瓦。其主入口位於北邊並設有門廊，而門廊的一樓屋簷有飾帶環繞，於四面都有拱圈，其中除了南面的拱圈外，另外三個圓拱都有兩根托次坎柱式的矮柱支撐。矮柱的柱頭只有蛋鏢飾和四個裝飾性小托架，柱身則無凹槽。而在門廊上面設有陽臺，再上面則是中央立面的圓山牆。
中央主體的一樓兩側正面各有5個連續的半圓拱廊，二樓兩側則各為三個平拱窗，至於其背面的一樓中央有一個半圓拱門洞，二樓則有一個半圓拱開口及在其兩側的長方形平拱開口。
兩翼的一樓正面開有兩個一組的半圓拱窗，一邊共有四組，而最邊緣則有門洞，背面則開有半圓拱開口。二樓正面開了與半圓拱窗同樣組合與數量的平拱窗，並在背面改為平拱開口，而邊緣的門洞上方則改為半圓拱窗。
而整體來說，該建築在臺灣日治時期的中等女學校建築中算是保存得最好的一座。